# Municipio de San Juan de Guadalupe
El municipio de San Juan de Guadalupe es uno de los 39 municipios en que se encuentra dividido el estado mexicano de Durango. Su cabecera es la población del mismo nombre.

## Geografía
El municipio de San Juan de Guadalupe se encuentra localizado en el extremo este del estado de Durango, en la Comarca Lagunera, formando una prolongación del territorio duranguense que se interna entre los territorios de los estados de Coahuila y Zacatecas. Tiene una extensión territorial de 2414.873 kilómetros cuadrados que representan el 1.9% de la extensión total del estado. Sus coordenadas geográficas extremas son 24°22′ - 25°5′ de latitud norte y 102°28′ - 103°4′ de longitud oeste, y su altitud va de un mínimo de 1 300 a un máximo de 2 200 metros sobre el nivel del mar.
El municipio limita al oeste con el municipio de General Simón Bolívar. Al noroeste y norte limita con el estado de Coahuila, en particular con el municipio de Viesca, al sur y al este limita con el estado de Zacatecas, al este y sureste con el municipio de Mazapil y al sur con el municipio de General Francisco R. Murguía.

## Demografía
De acuerdo a los resultados del Censo de Población y Vivienda de 2010 realizado por el Instituto Nacional de Estadística y Geografía, la población total del municipio de San Juan de Guadalupe asciende a 5 947 personas.
La densidad poblacional es de 2.46 habitantes por kilómetro cuadrado.

### Localidades
En el censo de 2020 el municipio de San Juan de Guadalupe contaba con 54 localidades.
| Código INEGI      | Localidad             | Población (2020) |
| ----------------- | --------------------- | ---------------- |
| 100270001         | San Juan de Guadalupe | 1 632            |
| Otras localidades | Otras localidades     | 3 619            |
| Total municipal   | Total municipal       | 5 251            |

## Política

### Representación legislativa
Para la elección de diputados locales al Congreso de Durango y de diputados federales a la Cámara de Diputados federal, el municipio de San Juan de Guadalupe se encuentra integrado en los siguientes distritos electorales:
Local:
- Distrito electoral local de 14 de Durango con cabecera en Cuencamé de Ceniceros.[6]

Federal:
- Distrito electoral federal 3 de Durango con cabecera en Guadalupe Victoria.[7]